# Psychopsis maculipennis
Psychopsis maculipennis là một loài côn trùng trong họ Psychopsidae thuộc bộ Neuroptera. Loài này được Tillyard miêu tả năm 1925.